# The ReVe Festival: Finale
The ReVe Festival: Finale è la prima raccolta del gruppo musicale sudcoreano Red Velvet, pubblicato il 23 dicembre 2019 dalla SM Entertainment. 

## Descrizione
Il progetto, oltre a presentare l'ultimo brano della trilogia The ReVe Festival, ossia Psycho, contiene le tracce dei due EP precedenti, The ReVe Festival: Day 1 e The ReVe Festival: Day 2.

## Tracce
1. Psycho – 3:31
2. In & Out – 3:13
3. Remember Forever – 3:08
4. Eyes Locked, Hands Locked (눈 맞추고, 손 맞대고?, Nun Matchugo Son MatdaegoLR) – 4:11
5. Ladies Night – 3:57
6. Jumpin' – 3:36
7. Love Is The Way (사랑은 길이다?, Sarang-eun Gil-idaLR) – 3:32
8. Carpool (카풀?, KapulLR) – 3:27
9. Umpah Umpah (음파음파 ?, eumpa-eumpaLR, lit. Sonic Wave) – 3:40
10. LP – 3:27
11. Parade (안녕, 여름?, Annyeong, YeoreumLR, lit. Hello, Summer) – 3:13
12. Bing Bing (친구가 아냐?, Chin-guga AnyaLR, lit. Not A Friend) – 3:27
13. Milkshake – 3:30
14. Sunny Side Up! – 3:23
15. Zimzalabim (짐살라빔?, JimsallabimLR) – 3:10
16. La Rouge – 3:10 – Special Track

## Successo commerciale
Nella classifica giapponese delle vendite fisiche e digitali The ReVe Festival: Finale ha esordito al 24º posto con 3 718 copie.

## Classifiche

### Classifiche settimanali
| Classifica (2019-20) | Posizione massima |
| -------------------- | ----------------- |
| Belgio (Fiandre)     | 181               |
| Corea del Sud        | 1                 |
| Giappone             | 24                |
| Polonia              | 45                |
| Spagna               | 80                |

### Classifiche di fine anno
| Classifica (2019) | Posizione |
| ----------------- | --------- |
| Corea del Sud     | 57        |
| Classifica (2022) | Posizione |
| Corea del Sud     | 70        |